# Садиња вас (Семич)
Садиња вас (словен. Sadinja vas) је некадашње насеље у општини Семич, регија Југоисточна Словенија, Словенија.

## Историја
До територијалне реорганизације у Словенији била је у саставу старе општине Чрномељ. 2001. године насеље је укинуто и припојено насељу Семич.

## Становништво
| Број становника према пописима |
| ------------------------------ |
| 1991                           |
| 52                             |

Напомена: Године 1990. увећано за делове насеља Кот при Семичу и Вавпча вас. Године 2001. припојен насељу Семич.